# Valentine Fleming

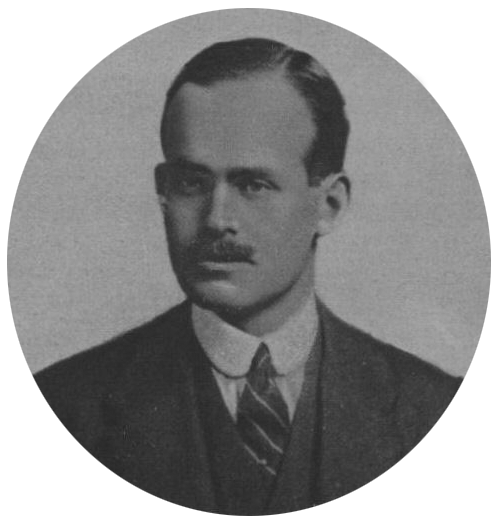
Valentine Fleming

Valentine Fleming (* 1882; † 20. Mai 1917 in Épehy, Somme, Frankreich) war ein britischer Unterhausabgeordneter (Conservative Party).
Er war der Sohn des wohlhabenden Bankiers Robert Fleming. Valentine Fleming gehörte von 1910 bis 1917 dem Parlament an. Er fiel 1917 im Ersten Weltkrieg in Frankreich. Seine Söhne waren der Reiseschriftsteller Peter Fleming und Ian Fleming, der Autor der James-Bond-Romane. Flemings Name ist auf der Gedenkplatte des Glenelg War Memorials im schottischen Glenelg verewigt.